# ASB Classic 1999 - Qualificazioni singolare
Le qualificazioni del singolare  dell'ASB Classic 1999 sono state un torneo di tennis preliminare per accedere alla fase finale della manifestazione. I vincitori dell'ultimo turno sono entrati di diritto nel tabellone principale. In caso di ritiro di uno o più giocatori aventi diritto a questi sono subentrati i lucky loser, ossia i giocatori che hanno perso nell'ultimo turno ma che avevano una classifica più alta rispetto agli altri partecipanti che avevano comunque perso nel turno finale.

## Giocatrici

### Teste di serie
1. Miho Saeki (qualificata)
2. Pavlina Stoyanova (primo turno)
3. Émilie Loit (qualificata)
4. Els Callens (ultimo turno)

1. Yuka Yoshida (secondo turno)
2. Karin Miller (secondo turno)
3. Katarina Srebotnik (primo turno)
4. Seda Noorlander (secondo turno)

### Qualificate
1. Miho Saeki
2. Meilen Tu

1. Émilie Loit
2. Irina Seljutina

## Tabellone qualificazioni

### Legenda
| - Q = Qualificato - WC = Wild card - LL = Lucky loser | - ALT = Alternate - SE = Special Exempt - PR = Protected Ranking | - w/o = Walkover - r = Ritirato - d = Squalificato |

### Sezione 2
|  | Primo turno  | Primo turno    | Primo turno    | Primo turno    | Primo turno |  |  | Secondo turno | Secondo turno  | Secondo turno | Secondo turno | Secondo turno |   |   | Ultimo turno | Ultimo turno | Ultimo turno | Ultimo turno | Ultimo turno |  |
|  |              |                |                |                |             |  |  |               |                |               |               |               |   |   |              |              |              |              |              |  |
|  | 4            | Els Callens    | Els Callens    | 6              | 7           |  |  |               |                |               |               |               |   |   |              |              |              |              |              |  |
|  |              | Jill Craybas   | Jill Craybas   | 4              | 64          |  |  | 4             | Els Callens    | 4             | 6             | 6             |   |   |              |              |              |              |              |  |
|  | WC           | Helen Reesby   | Helen Reesby   | Helen Reesby   |             |  |  |               | Lilia Osterloh | 6             | 2             | 3             |   |   |              |              |              |              |              |  |
|  |              | Lilia Osterloh | Lilia Osterloh | Lilia Osterloh | w/o         |  |  |               |                |               |               |               |   |   | 4            | Els Callens  | 6            | 3            | 5            |  |
|  | Jackie Trail | Jackie Trail   | 7              | 1              | 3           |  |  |               |                |               | Meilen Tu     | 3             | 6 | 7 |              |              |              |              |              |  |
|  | Meilen Tu    | Meilen Tu      | 5              | 6              | 6           |  |  |               | Meilen Tu      | Meilen Tu     | 7             | 6             |   |   |              |              |              |              |              |  |
|  |              | Nicola Kaiwai  | Nicola Kaiwai  | 1              | 0           |  |  | 6             | Karin Miller   | Karin Miller  | 5             | 2             |   |   |              |              |              |              |              |  |
|  | 6            | Karin Miller   | Karin Miller   | 6              | 6           |  |  |               |                |               |               |               |   |   |              |              |              |              |              |  |

### Sezione 3
|  | Primo turno      | Primo turno      | Primo turno      | Primo turno | Primo turno |  |  | Secondo turno | Secondo turno    | Secondo turno    | Secondo turno | Secondo turno |   |   | Ultimo turno | Ultimo turno     | Ultimo turno     | Ultimo turno | Ultimo turno |  |
|  |                  |                  |                  |             |             |  |  |               |                  |                  |               |               |   |   |              |                  |                  |              |              |  |
|  | 5                | Yuka Yoshida     | 1                | 6           | 6           |  |  |               |                  |                  |               |               |   |   |              |                  |                  |              |              |  |
|  |                  | Louise Latimer   | 6                | 0           | 2           |  |  | 5             | Yuka Yoshida     | Yuka Yoshida     | 4             | 2             |   |   |              |                  |                  |              |              |  |
|  | Lucie Ahl        | Lucie Ahl        | Lucie Ahl        | 4           | 2           |  |  |               | Barbara Schwartz | Barbara Schwartz | 6             | 6             |   |   |              |                  |                  |              |              |  |
|  | Barbara Schwartz | Barbara Schwartz | Barbara Schwartz | 6           | 6           |  |  |               |                  |                  |               |               |   |   |              | Barbara Schwartz | Barbara Schwartz | 3            | 2            |  |
|  | Niki Tippins     | Niki Tippins     | Niki Tippins     | 7           | 7           |  |  |               |                  | 3                | Émilie Loit   | Émilie Loit   | 6 | 6 |              |                  |                  |              |              |  |
|  | Karen Cross      | Karen Cross      | Karen Cross      | 5           | 5           |  |  |               | Niki Tippins     | Niki Tippins     | 0             | 1             |   |   |              |                  |                  |              |              |  |
|  |                  | Martina Nejedly  | Martina Nejedly  | 2           | 1           |  |  | 3             | Émilie Loit      | Émilie Loit      | 6             | 6             |   |   |              |                  |                  |              |              |  |
|  | 3                | Émilie Loit      | Émilie Loit      | 6           | 6           |  |  |               |                  |                  |               |               |   |   |              |                  |                  |              |              |  |

### Sezione 4
|  | Primo turno     | Primo turno       | Primo turno       | Primo turno | Primo turno |  |  | Secondo turno | Secondo turno   | Secondo turno | Secondo turno | Secondo turno |   |   | Ultimo turno    | Ultimo turno    | Ultimo turno | Ultimo turno | Ultimo turno |  |
|  |                 |                   |                   |             |             |  |  |               |                 |               |               |               |   |   |                 |                 |              |              |              |  |
|  | 8               | Seda Noorlander   | Seda Noorlander   | 6           | 6           |  |  |               |                 |               |               |               |   |   |                 |                 |              |              |              |  |
|  |                 | Katie Schlukebir  | Katie Schlukebir  | 4           | 3           |  |  | 8             | Seda Noorlander | 6             | 6             | 3             |   |   |                 |                 |              |              |              |  |
|  | Surina de Beer  | Surina de Beer    | 7                 | 5           | 0           |  |  |               | Irina Seljutina | 1             | 78            | 6             |   |   |                 |                 |              |              |              |  |
|  | Irina Seljutina | Irina Seljutina   | 63                | 7           | 6           |  |  |               |                 |               |               |               |   |   | Irina Seljutina | Irina Seljutina | 3            | 6            | 6            |  |
|  | Anca Barna      | Anca Barna        | Anca Barna        | 6           | 6           |  |  |               |                 | Vanessa Webb  | Vanessa Webb  | 6             | 2 | 3 |                 |                 |              |              |              |  |
|  | Danielle Jones  | Danielle Jones    | Danielle Jones    | 1           | 1           |  |  | Anca Barna    | Anca Barna      | Anca Barna    | 4             | 1             |   |   |                 |                 |              |              |              |  |
|  |                 | Vanessa Webb      | Vanessa Webb      | 6           | 6           |  |  | Vanessa Webb  | Vanessa Webb    | Vanessa Webb  | 6             | 6             |   |   |                 |                 |              |              |              |  |
|  | 2               | Pavlina Stoyanova | Pavlina Stoyanova | 4           | 4           |  |  |               |                 |               |               |               |   |   |                 |                 |              |              |              |  |